# Усть-Кожа
Усть-Кожа (рос. Усть-Кожа) — присілок в Онезькому районі Архангельської області Російської Федерації.
Населення становить 361 особу. Входить до складу муніципального утворення Порозьке поселення.

## Історія
Від 2004 року входить до складу муніципального утворення Порозьке поселення.

## Населення
| 2002 | 2010 | 2012 |
| ---- | ---- | ---- |
| 439  | ↘363 | ↘361 |